# Dschabal Safsafa

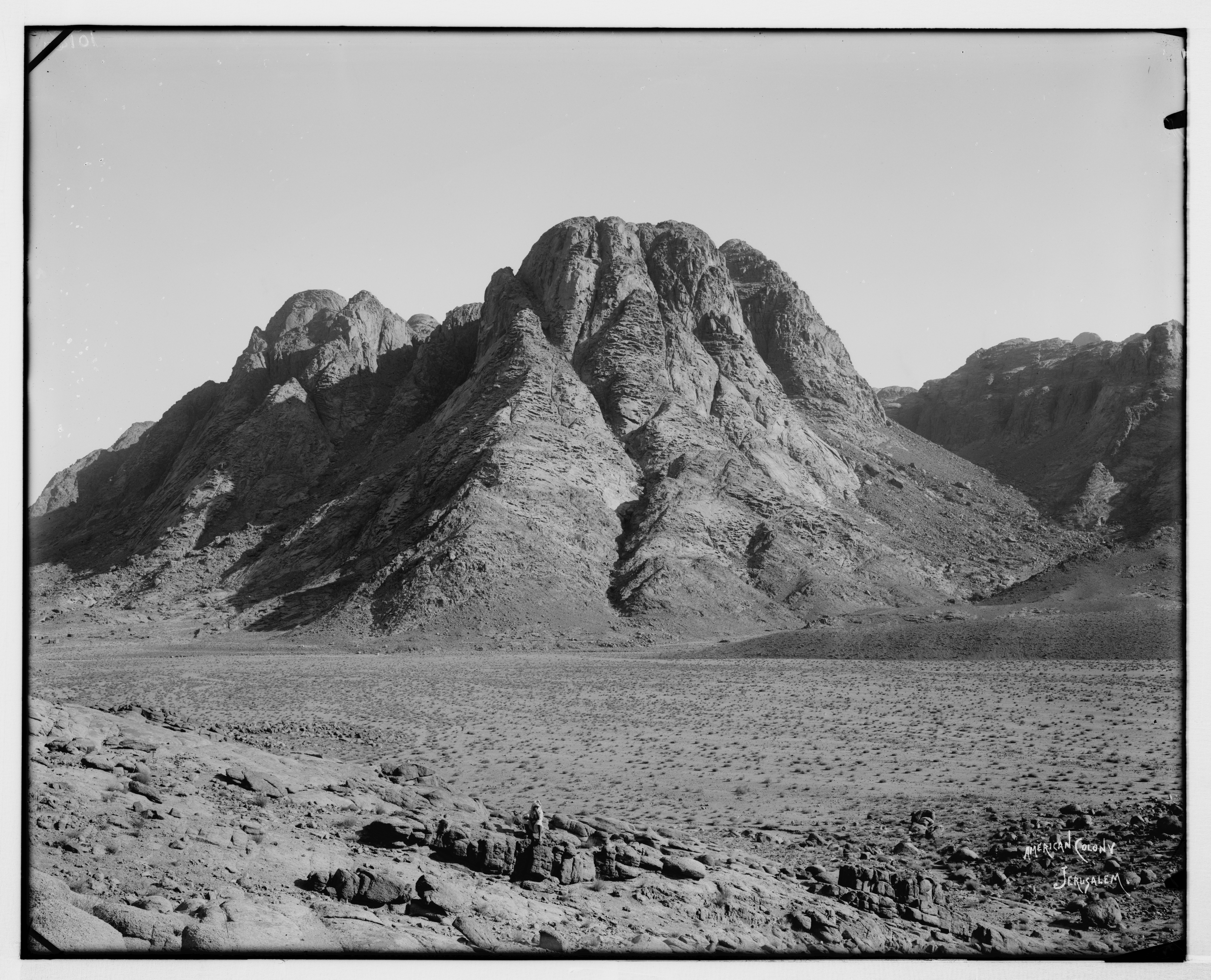
Dschabal Safsafa (historisches Foto, vor 1914)

Der Dschabal Safsafa (arabisch جبل صفصافة, DMG Ǧabal Ṣafṣāfa) ist ein 2168 m hoher Berg des Sinaimassivs im Süden der Sinai-Halbinsel in Ägypten. Er besteht aus rotem Granit und erhebt sich etwa 500 m gegenüber der Umgebung, jedoch 1900 bis 2000 m über einigen tief eingeschnittene Tälern. Diese eignen sich für Ackerbau, da es hier alluviale Ablagerungen gibt und Regenwasser vom Granitmassiv abfließt, das sich in den Tälern sammelt.

## Spätantike und byzantinische Zeit
Der Dschabal Safsafa wurde seit dem 4. Jahrhundert n. Chr. mit dem biblischen Berg Horeb identifiziert, dem Ort, wo sich der Prophet Elija nach biblischer Darstellung in eine Höhle zurückzog und eine Gottesoffenbarung hatte (1 Kön 19,8–18 ).
Egeria beschrieb im späten 4. Jahrhundert die Pilgerziele am Dschabal Safsafa: Vom Dschabal Musa kommend, besuchte sie den ihr als Horeb bezeichneten Berg, wo sich eine Kirche befand. „Auch die Höhle, in der sich der heilige Elija verborgen hielt, wird heute noch vor der Tür der Kirche gezeigt, die dort steht. Es wird dort auch ein Steinaltar gezeigt, den der heilige Elija selbst gebaut hat, um Gott zu opfern.“
Archäologen konnten bei einem israelischen Survey 1976/77 zahlreiche Überreste der byzantinischen Mönchssiedlung feststellen: Kapellen und Kellien, steinerne Mauern, Wassergräben und -becken, Terrassen und teilweise getreppte Pfade. Gebetsnischen und Felsinschriften sind ebenfalls dieser Mönchskolonie zuzuordnen. Eine der besterhaltenen byzantinischen Ruinen befindet sich im „Mandelbaumtal“ (Farsch el-Lozah). Das spätantike Kloster auf einer Grundfläche von 19 × 16 m liegt am Hang. Es besaß eine Kirche mit nur rudimentär erhaltener Apsis. Ein tiefer gelegener Nebenraum ist jedoch noch bis zu einer Wandhöhe von 5 m erhalten. Zu diesem Kloster gehören etwa 1250 m² landwirtschaftliche Nutzfläche, meist von einer Mauer umschlossen. Im südöstlichen Teil steht ein Gebäude aus späterer Zeit.

## Spätere Bauten
Im Bereich des Dschabal Safsafa gibt es mehrere Kapellen, die im Kern wahrscheinlich mittelalterlich sind, in ihrer heutigen Form aber im 19. Jahrhundert gebaut wurden: die Kapelle de hl. Elija, der hl. Jungfrau des Oikonomos, des hl. Johannes, der hl. Anna und des hl. Panteleimon.